# Baruch Nathan Halberstam
Baruch Nathan Halberstam (n. secolul al XX-lea, Williamsburg⁠(d), Brooklyn, New York, SUA) este un rabin american, ce activează în prezent în Anglia. Acesta este rabin la sinagoga Satmar (sub tutela lui Zalman Teitelbaum) din Londra.